# Vuillecin
Vuillecin és un municipi francès situat al departament del Doubs i a la regió de Borgonya - Franc Comtat. L'any 2007 tenia 571 habitants.

## Demografia

### Població
El 2007 la població de fet de Vuillecin era de 571 persones. Hi havia 202 famílies de les quals 32 eren unipersonals (8 homes vivint sols i 24 dones vivint soles), 73 parelles sense fills, 89 parelles amb fills i 8 famílies monoparentals amb fills.
La població ha evolucionat segons el següent gràfic:
Habitants censats

### Habitatges
El 2007 hi havia 219 habitatges, 211 eren l'habitatge principal de la família, 2 eren segones residències i 6 estaven desocupats. 178 eren cases i 39 eren apartaments. Dels 211 habitatges principals, 173 estaven ocupats pels seus propietaris, 32 estaven llogats i ocupats pels llogaters i 5 estaven cedits a títol gratuït; 8 tenien dues cambres, 24 en tenien tres, 34 en tenien quatre i 144 en tenien cinc o més. 181 habitatges disposaven pel capbaix d'una plaça de pàrquing. A 71 habitatges hi havia un automòbil i a 130 n'hi havia dos o més.

### Piràmide de població
La piràmide de població per edats i sexe el 2009 era:
| Homes | Edats   | Dones |
| ----- | ------- | ----- |
| 0     | 95 o +  | 0     |
| 0     | 90 a 94 | 0     |
| 0     | 85 a 89 | 4     |
| 0     | 80 a 84 | 8     |
| 0     | 75 a 79 | 0     |
| 8     | 70 a 74 | 12    |
| 8     | 65 a 69 | 4     |
| 16    | 60 a 64 | 8     |
| 20    | 55 a 59 | 16    |
| 16    | 50 a 54 | 20    |
| 28    | 45 a 49 | 20    |
| 12    | 40 a 44 | 16    |
| 32    | 35 a 39 | 16    |
| 32    | 30 a 34 | 28    |
| 12    | 25 a 29 | 20    |
| 12    | 20 a 24 | 8     |
| 12    | 15 a 19 | 16    |
| 12    | 10 a 14 | 32    |
| 32    | 5 a 9   | 28    |
| 20    | 0 a 4   | 8     |

## Economia
El 2007 la població en edat de treballar era de 391 persones, 293 eren actives i 98 eren inactives. De les 293 persones actives 278 estaven ocupades (150 homes i 128 dones) i 15 estaven aturades (7 homes i 8 dones). De les 98 persones inactives 46 estaven jubilades, 32 estaven estudiant i 20 estaven classificades com a «altres inactius».

### Ingressos
El 2009 a Vuillecin hi havia 223 unitats fiscals que integraven 582 persones, la mediana anual d'ingressos fiscals per persona era de 20.371,5 €.

### Activitats econòmiques
Dels 33 establiments que hi havia el 2007, 2 eren d'empreses extractives, 1 d'una empresa de fabricació de material elèctric, 4 d'empreses de fabricació d'altres productes industrials, 10 d'empreses de construcció, 4 d'empreses de comerç i reparació d'automòbils, 1 d'una empresa de transport, 2 d'empreses d'hostatgeria i restauració, 3 d'empreses financeres, 2 d'empreses immobiliàries, 3 d'empreses de serveis i 1 d'una entitat de l'administració pública.
Dels 8 establiments de servei als particulars que hi havia el 2009, 1 era una funerària, 3 fusteries, 1 electricista, 2 empreses de construcció i 1 veterinari.
L'any 2000 a Vuillecin hi havia 13 explotacions agrícoles que ocupaven un total de 700 hectàrees.

## Equipaments sanitaris i escolars
El 2009 hi havia una escola elemental integrada dins d'un grup escolar amb les comunes properes formant una escola dispersa.

## Poblacions més properes
El següent diagrama mostra les poblacions més properes.